# Silene natalii
Silene natalii är en nejlikväxtart som beskrevs av F.O. Khasanov och I.I. Mal'tsev. Silene natalii ingår i släktet glimmar, och familjen nejlikväxter. Inga underarter finns listade i Catalogue of Life.